# Stadtpfarrkirche Gleisdorf

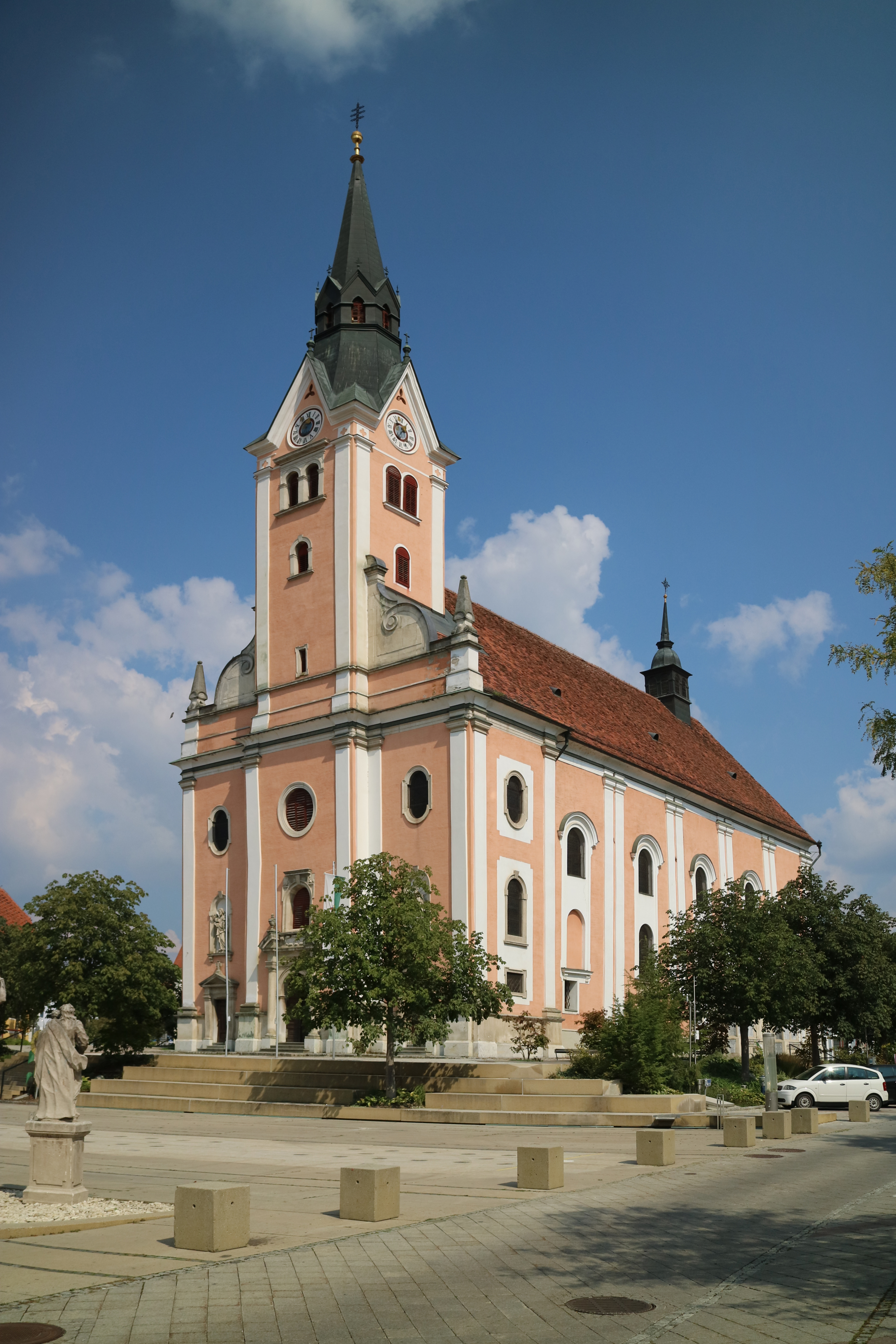
Die Stadtpfarrkirche am Hauptplatz

Die Stadtpfarrkirche zum hl. Laurentius ist die Pfarrkirche von Gleisdorf in der Steiermark.

## Geschichte
Die erste urkundliche Erwähnung der Pfarre in Gleisdorf erfolgte 1229. Die Filialkirche der Pfarre von Sankt Ruprecht an der Raab wurde um 1500 fertiggestellt. Von 1670 bis 1672 erfolgte unter Baumeister Michael Arhan ein Ausbau der Kirche. Diese wurde dem heiligen Laurentius geweiht. Von 1891 bis 1894 wurde die bestehende Kirche nach Plänen des Grazer Architekten Robert Mikovics nach Osten hin erweitert und das Aussehen des Sakralbaus nachhaltig verändert.

## Baubeschreibung

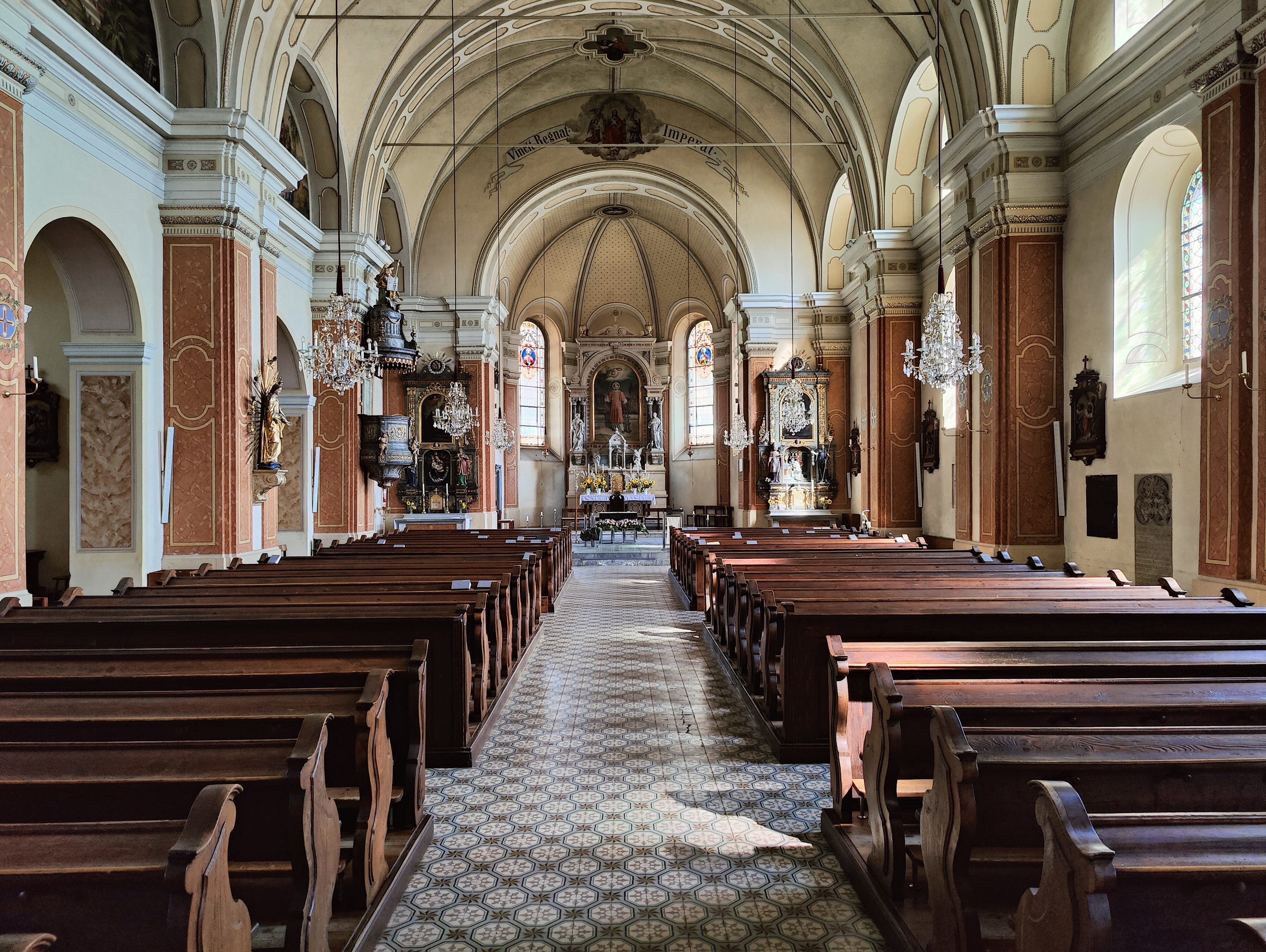
Kircheninneres

Das Langhaus besteht aus fünf Jochen. Aus der Zeit des Umbaus von 1894 weist die Kirche eine historistische Ausstattung auf, die von August von Wörndle gestaltet wurde. Der Hochaltar (1894) präsentiert ein Bild des Kirchenheiligen. Der linke Seitenaltar trägt ein Bild des heiligen Johannes Nepomuk (1720 von Carl Pflänzl), der rechte Seitenaltar ein Bild des heiligen Franz Xaver. Im Altarraum der Kirche befindet sich ein im Boden versenktes begehbares Taufbecken in Form eines griechischen Kreuzes (1997). 
An der Nordseite der Fassade ist ein Römerstein aus dem 2. Jahrhundert angebracht.
Am Hauptplatz vor der Stadtpfarrkirche steht eine Mariensäule aus dem Jahr 1665 mit den Figurenplastiken der Heiligen Sebastian, Rochus, Joseph und Johannes Nepomuk.

## Ausstattung

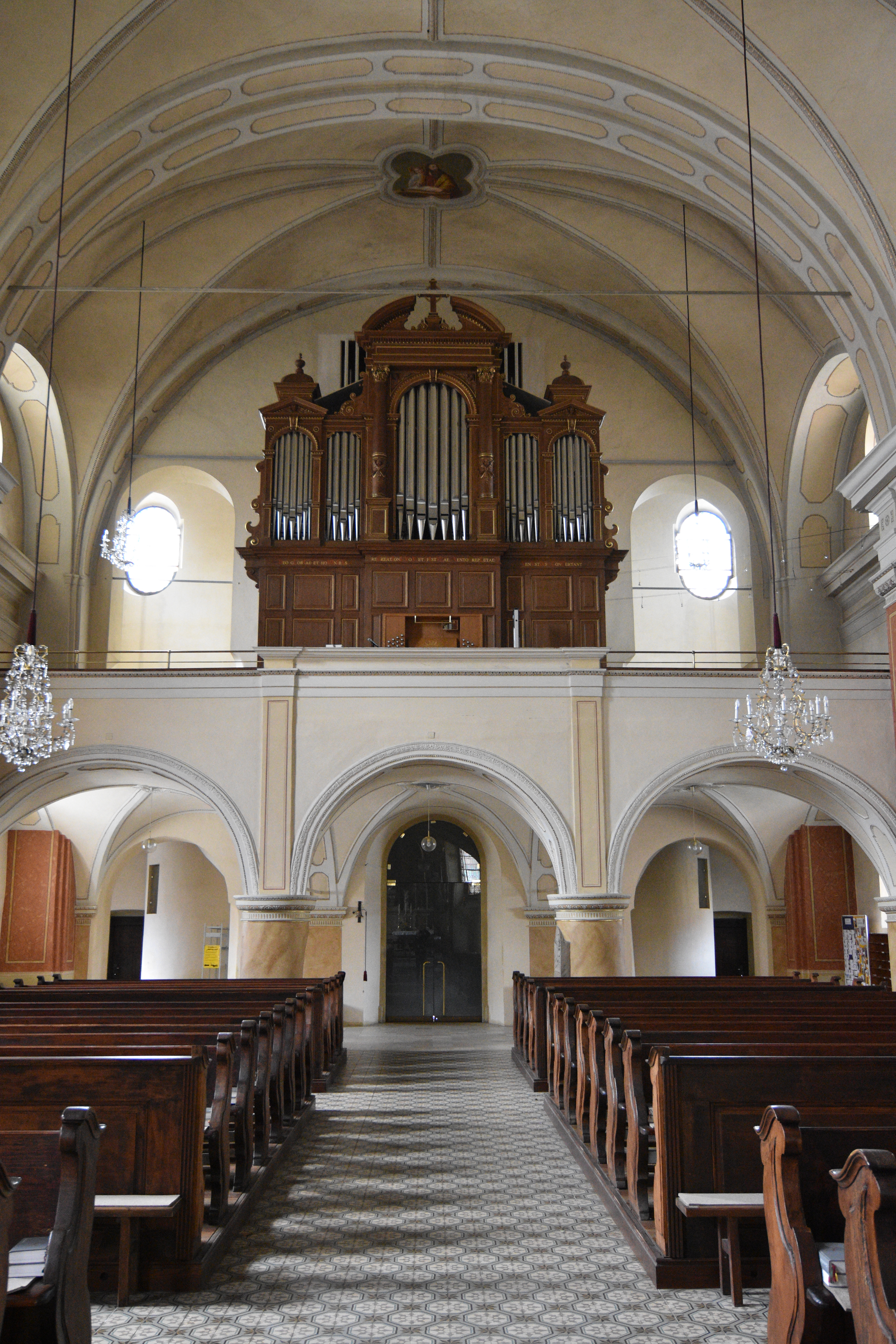
Die Orgel der Stadtpfarrkirche

Eine Orgel mit 27 Registern auf zwei Manualen und Pedal baute Konrad Hopferwieser senior 1899. Sein Opus 13 hatte Kegelladen und die Besonderheit, dass das I. Manual und das Pedal über eine mechanische, das II. Manual aber über eine pneumatische Spieltraktur betätigt wurden. Die Registertraktur war durchweg pneumatisch. 
Ein dem Zeitgeschmack entsprechender, größerer Umbau fand 1961 durch die Firma Krenn statt. 1994 errichtete die Firma Georg Jann ihr Opus 200, eine neue Orgel mit 40 Registern auf zwei Manualen und Pedal. Dazu wurde das Gehäuse von 1899 wieder genutzt, aber mit einem neuen Unterbau ausgestattet, um die 40 Register unterbringen zu können.